# Oscar Patric Sturzen-Becker
Oscar Patric Sturzen-Becker, noto anche con lo pseudonimo di Orvar Odd (Stoccolma, 28 novembre 1811 – Helsingborg, 16 febbraio 1869), è stato uno scrittore svedese.
Autore del racconto Con un pezzo di matita (1842) fu abile propagandista politico e propugnò l'unificazione della Scandinavia.